# Користувацький пошук Google
Користувацький пошук Google — безкоштовний сервіс компанії Google, який дозволяє створювати власні пошукові системи.
При реєстрації у користувача з'являється інтернет-адреса пошуку (домашня сторінка) і HTML-код для вставлення на сторінку сайту чи блогу. До можливостей також належить вибір сайтів, по яких здійснюватиметься пошук і вигляду відображення результатів.
Додаткові можливості Користувацького пошуку:
- Розміщення реклами AdSense